# アルタウァスデス2世
アルタウァスデス2世（アルメニア語: Արտավազդ Երկրորդ、ラテン文字表記：Artavasdes、? - 紀元前31年）は、アルメニア王国アルタクシアス朝の国王（在位：紀元前53年 - 紀元前34年）である。父は大王と称されたティグラネス2世であり、父の跡を継いでアルメニア王となった。

## 略歴
父ティグラネス2世はポントス王ミトリダテス6世が起こした戦争（ミトリダテス戦争）に反ローマの立場で参戦したが、3度の戦争を経てミトリダテスは敗北。ティグラネスはローマ側の将軍グナエウス・ポンペイウスとの協定を受け入れてローマと同盟を結んだ。
ティグラネスの死後にアルメニア王となったアルタウァスデスも当初はローマの同盟者であったが、紀元前53年にローマのシュリア属州総督マルクス・リキニウス・クラッススがパルティア遠征で戦死（カルラエの戦い）し、余勢を駆ってオロデス2世がアルメニアへ侵入したため、アルタウァスデスはローマと手を切り、パルティアとの同盟関係を締結した。オロデスの息子のパコルス1世へアルタウァスデスは自らの姉妹を嫁がせた。
紀元前36年、マルクス・アントニウスがローマ軍を率いてアルメニアへ侵入したため、アルタウァスデスは再びローマ側についたが、アトロパテネ王国を征服するためにローマ軍がアルメニアを立ち去ると、瞬く間にローマを裏切ってパルティアへついた。このことで補給が上手くいかずにパルティアとの戦争が不調に終わったため、ローマ軍はアルタウァスデスに対して憤懣を持つようになった。
紀元前34年に、アントニウスはアルメニアの新しい侵入を計画した。まず最初に、配下の武将クィントゥス・デッリウスを送り、アルタウァスデスの娘をアントニウスの息子アレクサンデル・ヘリオスの妻にもらえるように伝えさせたが、アルタウァスデスはこの申し出をためらった。アントニウスは西アルメニアへと侵入し、アントニウスはパルティアとの戦争の協議を行うと称して、アルタウァスデスをニコポリスへと呼び出したが、アルタウァスデスが来ることはなかった。
財宝を得ることを望んでいたこともあり、ローマ軍はアルメニア王国の首都アルタクサタ（現：アルタシャト）へと進撃し、アルメニア国内の内通者の助けを借りて、アントニウスはアルタウァスデスを捕虜とした。アルタウァスデスの息子アルタクシアスは後継の国王として即位したが、ローマ軍の侵入を受けて、アルタクシアスはパルティアへと逃亡した。アルメニア王国を制圧したアントニウスはアルタウァスデスをアレクサンドリアまで連行した。
アルタウァスデスとその家族は金の鎖で縛られた格好で、アレクサンドリアで行われたアントニウスの凱旋式で晒し者となった。プトレマイオス朝のクレオパトラ7世はアルタウァスデスに対して、自らに従うように要求したがアルタウァスデスはこれを拒否した。紀元前31年、アクティウムの海戦でアントニウス派が敗北すると、エジプトへ逃れたクレオパトラの命令でアルタウァスデスは処刑された。クレオパトラはアルタウァスデスの首をメディアに滞在していたアルタクシアスの元へと送り届けた。
プルタルコスによると、アルタウァスデスはギリシャ悲劇を作成し、歴史家としても知られていたと伝わっている。